# The Hush
The Hush es el quinto álbum de la banda escocesa Texas publicado en mayo de 1999.
Debutó como número uno en el Reino Unido y aunque bajó a la tercera posición en la segunda semana, a la semana siguiente volvió a subir hasta el puesto número tres y se mantuvo 43 semanas en el UK Albums Charts.
El álbum incluyó los sencillos In Our Lifetime que debutó en el puesto cuarto en el Reino Unido. Summer Son se publicó como el segundo sencillo debutando en el puesto cinco en Reino Unido. Y el último y tercer sencillo se publicó como un sencillo en CD y fue When We Are Toghether debutando el número 12 en UK Singles Charts.

## Historia y grabación
La grabación del álbum se llevó a cabo durante la temporada 1998-1999 en Shar's House y Park Lane, Glasgow y el estilo del álbum quería sonar al de la antigua Motown aunque finalmente el resultado fue un estilo más cercano al actual R&B de la época, aunque también tiene otras influencias blue-eyed soul, dance —«When We Are Together», «Summer Son»— y pop.

## Recepción
Después de convertirse en un grupo conocido por todo el mundo salvo en Estados Unidos, la banda escocesa decidió crear un álbum algo más comercial para poder entrar en las listas de ventas del país, incluso publicando el álbum casi simultáneamente en Reino Unido y Estados Unidos.

## Lista de temas
Todas las canciones escritas y compuestas por McElhone y Spiteri. 
| N.º   | Título                                                            | Duración |  |
| 1.    | «In Our Lifetime»                                                 | 4:06     |  |
| 2.    | «Tell Me the Answer»                                              | 3:55     |  |
| 3.    | «Summer Son»                                                      | 4:05     |  |
| 4.    | «Sunday Afternoon»                                                | 4:21     |  |
| 5.    | «Move In»                                                         | 4:29     |  |
| 6.    | «When We are together»                                            | 3:31     |  |
| 7.    | «Day After Day»                                                   | 4:38     |  |
| 8.    | «Zero Zero»                                                       | 1:43     |  |
| 9.    | «Saint»                                                           | 4:47     |  |
| 10.   | «Girl»                                                            | 3:46     |  |
| 11.   | «The Hush»                                                        | 4:54     |  |
| 12.   | «The Day Before I Went Away»                                      | 4:50     |  |
| 13.   | «Let Us Be Thankful» (Bonus Track después de la canción anterior) | 0:56     |  |
| 50:40 |                                                                   |          |  |

| Bonus Tracks edición Japonesa |                                           |          |  |
| N.º                           | Título                                    | Duración |  |
| 14.                           | «You'll Never Know»                       |          |  |
| 15.                           | «In Our Lifetime» (Return to tha Dub Mix) |          |  |

## Sencillos
| Año  | Sencillo             | Lista de temas | Compañía        | Puesto/Lista         |
| ---- | -------------------- | --- | --------------- | -------------------- |
| 1999 | In Our Lifetime      | * CD 1: 1. "In Our Lifetime" - 4:10 2. "In Our Lifetime" (Jules' Disco Trip Mix) - 6:32 3. "In Our Lifetime" (Return To Tha Dub Mix) - 6:12 * CD 2: 1. "In Our Lifetime" (Enhanced Version) - 4:10 2. "Love Dream #2" - 4:19 3. "In Our Lifetime" (Aim Mix) - 4:28 | Mercury Records | UK Singles Chart #4  |
| 1999 | Summer Son           | * CD 1: 1. "Summer Son" (Enhanced Version) - 4:06 2. "Don't You Want Me" (Live at Glastonbury 99) - 5:15 3. "Summer Son" (Giorgio Moroder Radio Mix) - 3:42 * CD 2: 1. "Summer Son" - 4:06 2. "Summer Son" (Giorgio Moroder Alternative 12") - 5:17 3. "Summer Son" (Tee's Freeze Mix) - 7:30 | Mercury Records | UK Singles Chart #5  |
| 1999 | When We are together | * CD 1: 1. "When We Are Together" (The Together Mix) - 3:26 2. "In Our Lifetime" (Live At Barrowlands) - 5:08 3. "Say What You Want (All Day, Every Day)" (Live At The Brits Featuring Method Man) - 4:39 4. "When We Are Together" (The Video) * CD 2: 1. "When We Are Together" (The Together Mix) - 3:26 2. "When We Are Together" (Jules Club Together Remix) - 8:47 3. "Summer Son" (The Euro Bootleg) - 7:42 | Mercury Records | UK Singles Chart #12 |

## Personal y otra información

### Créditos del álbum
- Diseño: Lee Swillingham , Stuart Spalding
- Ingeniero: Eddie Campbell, Johnny Mac, Kenny Macdonald, Richard Hynd, Sharleen Spiteri
- Mezclado:  Mark 'Spike' Stent
- Todos los instrumentos y programación por: Texas
- Fotografía: Luis Sanchis
- Productor: Johnny Mac
- Técnicos: Dub (7), Keith (22), Stan (20)

### Otra información
- Rae y Christian apaecen por cortesía de Grand Central Records
- Sample de la canción 12 «Windmills of Your Mind» cantando por La chorales des eenfants de l'Opéra de Paris
- Sample de la canción 5 de Chick Corea «Return to Forever» y «Crystal Silence» cortesía de EMC Records